# Прииртышское сельское поселение (Тюменская область)
Прииртышское се́льское поселе́ние — муниципальное образование в Тобольском районе Тюменской области Российской Федерации.
Административный центр — посёлок Прииртышский.

## История
Статус и границы сельского поселения установлены Законом Тюменской области от 5 ноября 2004 года № 263 «Об установлении границ муниципальных образований Тюменской области и наделении их статусом муниципального района, городского округа и сельского поселения».

## Население
| 2010  | 2011  | 2012  | 2013  | 2014  | 2015  | 2016  |
| ----- | ----- | ----- | ----- | ----- | ----- | ----- |
| 2288  | ↘2282 | ↘2225 | ↘2223 | ↘2146 | ↗2155 | ↘2147 |
| 2017  | 2018  | 2019  | 2020  | 2021  |       |       |
| ↘2129 | ↘2115 | ↘2079 | ↘2067 | ↗2105 |       |       |

## Состав сельского поселения
| № | Населённый пункт | Тип населённого пункта          | Население |
| - | ---------------- | ------------------------------- | --------- |
| 1 | Прииртышский     | посёлок, административный центр | 2000      |
| 2 | Сибиряк          | посёлок                         | 288       |